# Michele Collocolo
Michele Collocolo (Taranto, 8 novembre 1999) è un calciatore italiano, centrocampista della Cremonese.

## Carriera
Cresciuto nel settore giovanile del Cosenza, ha esordito in prima squadra il 7 maggio 2016, nella partita di campionato vinta per 6-1 contro l'Ischia Isolaverde. Il 17 luglio 2018 si trasferisce in prestito al FC Francavilla, con cui disputa un'ottima stagione a livello individuale; il 2 agosto 2019 viene tesserato dal Rende.
Il 18 agosto 2020 firma un triennale con il Cesena, venendo poi ceduto nell'estate successiva all'Ascoli, con cui si lega fino al 2024.Il 28 agosto 2021, alla seconda presenza in serie B segna la sua prima rete con i marchigiani nel successo per 3-2 in casa del Perugia.  Il 26 ottobre 2022 prolunga con il club marchigiano fino al 2025.
Il 22 luglio 2023 viene acquistato dalla Cremonese.Il 16 settembre segna la sua prima rete con i grigiorossi, nel pareggio per 2-2 in casa della Reggiana.

## Statistiche

### Presenze e reti nei club
Statistiche aggiornate al 1º giugno 2025.
| Stagione         | Squadra          | Campionato       | Campionato | Campionato | Coppe nazionali | Coppe nazionali | Coppe nazionali | Coppe continentali | Coppe continentali | Coppe continentali | Altre coppe | Altre coppe | Altre coppe | Totale | Totale |
| Stagione         | Squadra          | Comp             | Pres       | Reti       | Comp            | Pres            | Reti            | Comp               | Pres               | Reti               | Comp        | Pres        | Reti        | Pres   | Reti   |
| ---------------- | ---------------- | ---------------- | ---------- | ---------- | --------------- | --------------- | --------------- | ------------------ | ------------------ | ------------------ | ----------- | ----------- | ----------- | ------ | ------ |
| 2015-2016        | Cosenza          | LP               | 1          | 0          | CI+CI-LP        | -               | -               | -                  | -                  | -                  | -           | -           | -           | 1      | 0      |
| 2016-2017        | Cosenza          | LP               | 1          | 0          | CI+CI-LP        | 0               | 0               | -                  | -                  | -                  | -           | -           | -           | 1      | 0      |
| 2017-2018        | Cosenza          | C                | 1          | 0          | CI+CI-C         | 0+1             | 0               | -                  | -                  | -                  | -           | -           | -           | 2      | 0      |
| Totale Cosenza   | Totale Cosenza   | Totale Cosenza   | 3          | 0          |                 | 1               | 0               |                    | -                  | -                  |             | -           | -           | 4      | 0      |
| 2018-2019        | FC Francavilla   | D                | 29         | 1          | CI-D            | 1               | 0               | -                  | -                  | -                  | -           | -           | -           | 30     | 1      |
| 2019-2020        | Rende            | C                | 28+2       | 1+0        | CI+CI-C         | 0               | 0               | -                  | -                  | -                  | -           | -           | -           | 30     | 1      |
| 2020-2021        | Cesena           | C                | 28+1       | 3+0        | -               | -               | -               | -                  | -                  | -                  | -           | -           | -           | 29     | 3      |
| 2021-2022        | Ascoli           | B                | 33+1       | 3+0        | CI              | 1               | 0               | -                  | -                  | -                  | -           | -           | -           | 35     | 3      |
| 2022-2023        | Ascoli           | B                | 36         | 4          | CI              | 1               | 1               | -                  | -                  | -                  | -           | -           | -           | 37     | 5      |
| Totale Ascoli    | Totale Ascoli    | Totale Ascoli    | 69+1       | 7          |                 | 2               | 1               |                    | -                  | -                  |             | -           | -           | 72     | 8      |
| 2023-2024        | Cremonese        | B                | 27+3       | 4+0        | CI              | 3               | 0               | -                  | -                  | -                  | -           | -           | -           | 33     | 4      |
| 2024-2025        | Cremonese        | B                | 30+4       | 7+0        | CI              | 2               | 0               | -                  | -                  | -                  | -           | -           | -           | 36     | 7      |
| Totale Cremonese | Totale Cremonese | Totale Cremonese | 57+7       | 11         |                 | 5               | 0               |                    | -                  | -                  |             | -           | -           | 69     | 11     |
| Totale carriera  | Totale carriera  | Totale carriera  | 214+11     | 23         |                 | 9               | 1               |                    | -                  | -                  |             | -           | -           | 234    | 24     |